# Proces (roman)
Proces (nemško Der Process, tudi Der Prozess, Der Proceß in Der Prozeß) je roman češko-avstrijskega pisatelja Franza Kafke, ki je izšel leta 1925. Čeprav je bil roman napisan že leta 1915, je bil objavljen šele deset let kasneje, po avtorjevi smrti. Objavil ga je njegov prijatelj Max Brod, ki je po Kafkini smrti pridobil pravice upravljanja z vsemi Kafkovimi literarnimi deli. Proces velja za enega najbolj znanih Kafkinih del.

## Kratka obnova
Ko se Josef K. nekega jutra zbudi, ga obiščeta dva stražnika in ga v imenu nekega skrivnega sodišča aretirata. Povesta mu samo, da je obtožen in da se proti njemu pripravlja proces, ne pa tudi česa ga dolžijo. Tako Josef K. postane ujetnik, vendar se lahko vseeno prosto giblje, hodi v službo, na sprehode, lahko se celo druži s svojimi prijatelji. Posledično začne sklepati, da bi lahko vse skupaj bila samo potegavščina prijateljev ob njegovem tridesetem rojstnem dnevu, zato vse skupaj na začetku jemlje neresno in lahkomiselno. Sčasoma začne vse bolj razmišljati o svoji situaciji in začne ga skrbeti, da zanj ne bo oprostilne sodbe. Josef začne sumiti, da njegov odvetnik vse skupaj samo zavlačuje in da mu v resnici sploh nima namena pomagati, zato se po nasvet zateče k sodnemu slikarju Titorelliju, a mu tudi on ne more ponuditi nobene rešitve. Obupani Josef se odloči prekiniti sodelovanje z odvetnikom in se nato sreča z duhovnikom, ki mu pove, da se preveč zanaša na druge. Na večer pred Josefovim enaintridesetim rojstnim dnem ga na domu obiščeta dva možaka in ga odpeljeta do kamnoloma, kjer mu zabodeta nož v srce. Josef umre, njegove zadnje besede pa so: »Kot psa«.

## Glavne osebe

### Josef K.
Josef K. je glavna oseba romana. Do tridesetega leta je živel svoje vsakdanje življenje kot bančni uslužbenec, vendar se njegovo življenje in razmišljanje spremeni, ko proti njemu začne teči "proces".

### Willem in Franz
Willem in Franz sta stražnika, ki nekega jutra brez kakršnekoli razlage aretirata Josefa.

### Stric Karl
Josefov stric s podeželja, ki nekega dne obišče Josefa in mu svetuje naj si najame odvetnika, saj njegova situacija lahko negativno vpliva na njihovo družino.

### Odvetnik Huld
Huld je odvetnik od katerega Josef nima nobene prave koristi. Ne poda mu konkretnih informacij, temveč samo zatrjuje, da proces dobro napreduje. Ko Josef začuti, da od Hulda ni prave pomoči, ga odslovi.

### Delavec
Delavec v tovarni, ki Josefu svetuje naj obišče slikarja Titorellija.

### Slikar Titorelli
Titorelli je sodni slikar, h kateremu se Josef zateče po pomoč, saj se ta zelo dobro pozna ustroj sodišča. Titorelli Josefu razkrije, da pri tem sodišču oprostitev ni mogoča.

### Trgovec Block
Block, ki je prav tako v procesu, je ena izmed strank odvetnika Hulda. Josefu zaupa, da je sam v postopku že 5 let.

### Duhovnik
Duhovnik, ki ga Josef sreča v prazni katedrali. Ob koncu njunega pogovora ga duhovnik pusti v še večji negotovosti glede njegove sodne nadloge in njegove prihodnosti. Josefu svetuje naj sprejme svojo usodo.

## Adaptacije
Zgodba Procesa se je nekajkrat pojavila tudi v filmih:
- 1962: The Trial, režiser Orson Welles
- 1985: After Hours, režiser Martin Scorsese
- 1993: The Trial, režiser David Jones